# Broock (Lübz)
Broock ist seit dem 1. Januar 2009 ein Ortsteil von Lübz im Landkreis Ludwigslust-Parchim in Mecklenburg-Vorpommern (Deutschland).

## Geografie und Verkehr
Der Ortsteil liegt etwa fünf Kilometer östlich von Lübz und zirka zwölf Kilometer westlich von Plau am See. Im nördlichen Teil der ehemaligen Gemeinde befinden sich die Müritz-Elde-Wasserstraße und die Alte Elde. Letztere gehört zum Naturschutzgebiet Alte Elde bei Kuppentin. Hier befindet sich mit dem Fahrenholz ein größeres Waldgebiet. Südöstlich des Ortes liegt der Kritzower See. Die höchsten Erhebungen im ehemaligen Gemeindegebiet befinden sich im südlichen Teil und erreichen fast 100 m ü. NHN.
Durch das frühere Gemeindegebiet führt die Bundesstraße 191.

## Geschichte
Wie Fundstücke jungsteinzeitlicher Werkzeuge belegen, ist die Broocker Feldmark seit mindestens 5000 Jahren bewohnt.
Broock wurde im Jahr 1317 als Brůkowe erstmals urkundlich erwähnt. Die Herleitung vom Lokatornamen Brok ist ungesichert.
Am 1. Januar 1951 wurde die bisher eigenständige Gemeinde Wessentin eingegliedert.
Die Gemeinde Broock wurde zum 1. Januar 2009 aufgelöst und in die Stadt Lübz eingemeindet.

## Sehenswürdigkeiten
- Dorfkirche Broock

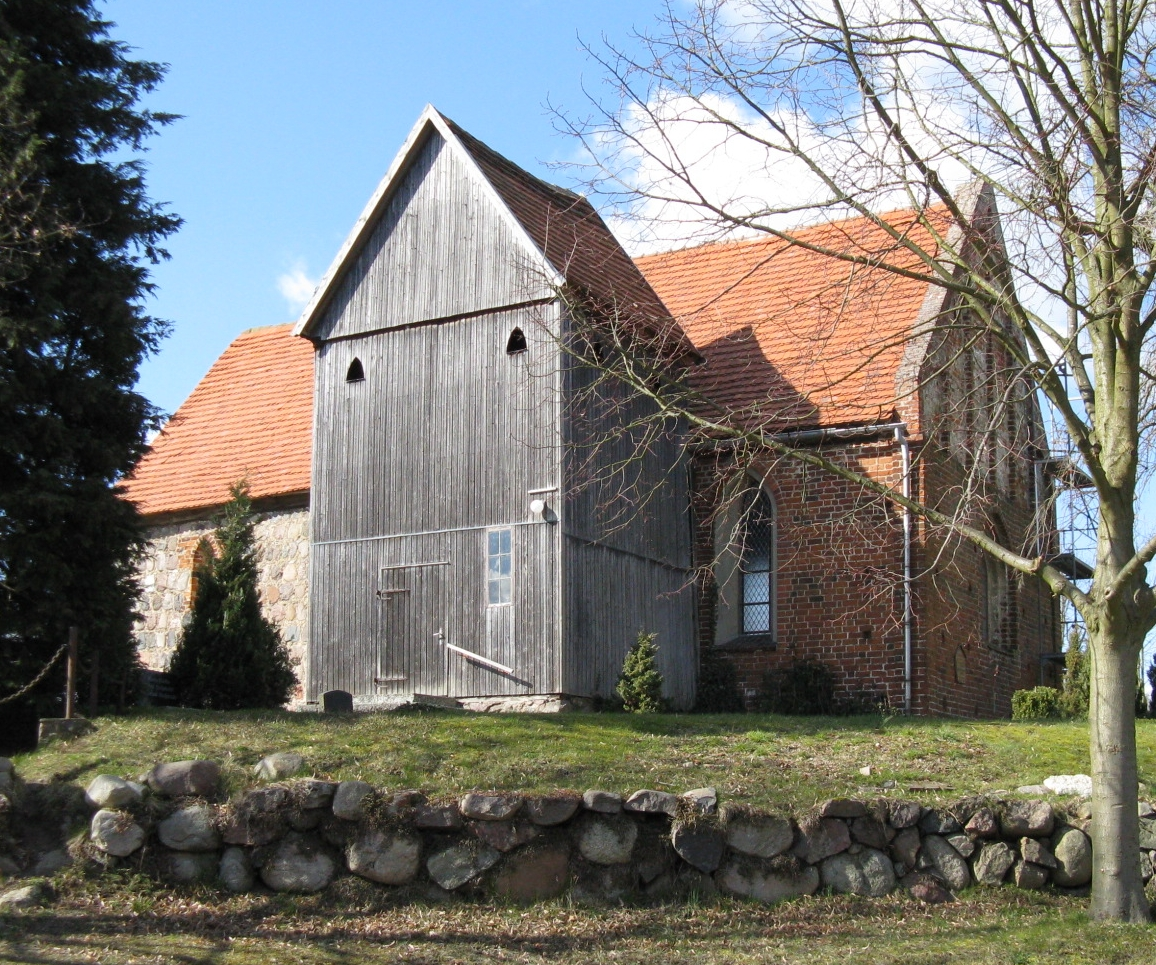
Dorfkirche in Broock

- Friedrich-Franz-Linde mit Gedenkstein
- Naturschutzgebiet Alte Elde bei Kuppentin
- Waldgebiet Fahrenhorst